# National Oceanic and Atmospheric Administration
National Oceanic and Atmospheric Administration (Narodowa Służba Oceaniczna i Atmosferyczna, Narodowa Agencja Oceanów i Atmosfery), NOAA – amerykańska instytucja rządowa zajmująca się prognozowaniem pogody, w tym ostrzeganiem przed sztormami i innymi ekstremalnymi zjawiskami pogodowymi (m.in. rekonesansem cyklonów tropikalnych). Bezpośredni nadzór nad nią sprawuje Departament Handlu Stanów Zjednoczonych. Jej polskim odpowiednikiem jest Instytut Meteorologii i Gospodarki Wodnej.
Mimo że jej głównym celem jest działalność operacyjna (prognozowanie pogody i falowania, zbieranie danych), zajmuje się też badaniami naukowymi. NOAA reanalizuje dane meteorologiczne używane w badaniach klimatu, ma też bogaty wkład w rozwój globalnych i regionalnych numerycznych prognoz pogody oraz rozwój satelitarnych technik w meteorologii, hydrologii i oceanografii. 
Agencja zarządza amerykańskimi satelitami meteorologicznymi typu NOAA.